# Makena
Makena est une census-designated place de l'État d'Hawaï dans le comté de Maui, aux États-Unis.

## Démographie
| 2000 | 2010 | - | - | - | - |
| ---- | ---- | - | - | - | - |
| 68   | 99   | - | - | - | - |